# Dremel
 (mars 2021).
Si vous disposez d'ouvrages ou d'articles de référence ou si vous connaissez des sites web de qualité traitant du thème abordé ici, merci de compléter l'article en donnant les références utiles à sa vérifiabilité et en les liant à la section « Notes et références ».
Dremel est un fabricant d’outillage électroportatif, d’accessoires et d’adaptations spécialisés pour le bricolage et les loisirs. Fondé en 1932, Dremel a récemment étendu sa gamme de produits en proposant d’autres outils électroportatifs comme des outils au butane, des outils stationnaires, des scies portatives et des outils oscillants. 

## Fondateur
Fondée par l’inventeur autrichien Albert J. Dremel en 1932, la société reste située à Racine, Wisconsin (États-Unis d’Amérique). Albert J. Dremel a déposé 55 brevets parmi une large palette d’inventions, incluant une gomme électrique, un écailleur de poisson électrique et la toute première tondeuse à gazon électrique.  
Son premier lancement de produit au sein de la société a été l’aiguiseur électrique de lame de rasoir. Avant l’apparition des rasoirs jetables, l’outil était vraiment utile et économique. Le succès est arrivé à son terme avec la popularité des rasoirs jetables bon marché qui est devenue grandissante. Cela a obligé Albert J. Dremel à faire une nouvelle invention, qui est devenue la plus importante pour sa carrière – l’outil rotatif haute vitesse, appelé ensuite outil multi-usage. Compacte, légère et incroyablement polyvalente, cette invention a eu un vrai succès immédiat sur le marché du bricolage et des loisirs.
Albert J. Dremel était également un pionnier en termes de relations sociales quand en 1948 il a donné à ses employés une participation annuelle aux profits de l’entreprise de 3% (une idée totalement novatrice à cette époque). Dremel a participé à introduire la notion de responsabilité de l’entreprise envers ses employés pour qu’ils travaillent dans des conditions sures et confortables. Albert J. Dremel est décédé le 18 juillet 1968 à l’âge de 81 ans.

## Activités
La maison-mère pour Dremel Europe, Moyen Orient et Afrique est basée à Breda, Pays-Bas. Travaillant dans plus de 36 pays d’Europe, Dremel domine le marché du mini-outillage rotatif avec une part de marché supérieure à 80 %. Dremel Europe travaille en partenariat avec Dremel États-Unis, dont les bureaux principaux sont situés à Mt. Prospect, Illinois.

## Outils rotatifs
Connu mondialement pour la production d’outils multi-usage filaires et sans-fil, Dremel est leader sur cette catégorie du marché de l’outillage. Les outils Dremel peuvent permettre une large palette d’applications comme la découpe, la gravure, le défonçage, le meulage, l’affûtage, le nettoyage, le polissage et le ponçage. Contrairement aux autres outils, les outils Dremel rotatifs utilisent la vitesse et non le couple de serrage pour travailler. 

## Outils non rotatifs
Dremel propose également d’autres outils multi-usages dans sa gamme, toujours pour le bricolage et les loisirs créatifs. 